# Iákovos Polylás
Iákovos Polylás (en grec : Ιάκωβος Πολυλάς), francisé en Jacques Polylás, ou simplement Polylás, est un écrivain, journaliste et homme politique grec. 

## Biographie
Il naît le 1 ou 13 octobre 1825 à Corfou, alors sous le mandat britannique, comme tout l’Heptanèse. Sa famille est très liée à celle de Jean Kapodristias, qui deviendra le premier « gouverneur » de la Grèce libérée. Il perd ses parents dès son adolescence, et bénéficie d’une éducation toute familiale : italien (alors langue officielle), latin, anglais, français, puis, sous l’influence du poète Dionysios Solomos et son cercle, le grec démotique, le grec ancien, et enfin l’allemand  (vers 1845-1847). Il épouse en 1847 Emilia Sordina, dont l’état de santé les oblige à entreprendre un voyage à Naples (janvier 1852 - janvier 1855). Ce séjour, le seul que fit jamais Polylas à l’étranger, lui permet de compléter son éducation : musées, théâtres,  cours à l’université. Il traduit la Tempête de Shakespeare  (publiée en 1855), le Chant de Guerre de Tyrtée, et écrit de courts poèmes.
De retour à Corfou, il entre comme rédacteur au journal Ta Kathimerina (1855-1858), lancé par son oncle, Antoine-Marie Polylas, d’orientation libérale, puis devient bibliothécaire de l’Académie Ionienne, alors en pleine rénovation conduite par André Moustoxydis. Il déchiffre, classe et publie les œuvres de Solomos après sa mort sous le titre Ta Evriskomena, publiées en 1859. Les Prolégomènes, rédigés par Polylas, sont toujours à l’heure actuelle, la base de l’exégèse solomique.
Mais l’ambiance politique se tend dans l'Heptanèse avec la question de « l'Énosis » . Fin 1862, Polylas abandonne son poste pour se lancer dans le débat en fondant le club et le journal homonyme I Anagennisis (1863-1870 en quatre périodes). Polylas se range parmi les partisans de l’assimilation avec la mère patrie, en lutte donc avec les « fédérateurs ». Après la réunion avec la Grèce en 1864, il essaie sans succès, d’être élu (1864-1865), et s’implique dans la politique locale. Partisan d’une démocratie libérale, royaliste par nécessité plutôt que par conviction, admirateur du régime constitutionnel anglais, orthodoxe farouche, Polylas, démoticiste convaincu, mais fin utilisateur de la katharevousa (langue purifiée) journalistique de l’époque, lance, en 1869 un journal nouveau I Enotis, et parvient à être élu député cette même année. Il soutiendra ensuite son action politique locale et nationale en publiant deux autres journaux : O Rhigas Pheraios (1re période : 1871-1873), O Kodon (1870-1874), ainsi qu’en collaborant au Dimotiki de Zante. Réélu en 1872, puis en 1874, et en 1879, il sera jusqu’en 1881 l’un des trois députés de Corfou-ville dans une période difficile pour le parlementarisme grec. D’abord fervent « trikoupiste » (de 1872 à 1884), il le combattra ensuite avant de se réconcilier avec lui en 1891. Infatigable animateur de journaux, Polylas lance successivement I Efthyni (1874-1879), O Epoptis (1874-1889), et à nouveau O Rhigas Pheraios (2e période : 1879-1894). Il aurait aussi collaboré à I Hora de Trikoupis (1875-1879).
Peu après le décès de son épouse (novembre 1869), Polylas s’engage dans la traduction en vers de l’Odyssée, qu’il publie en fascicules  (1875-1881), puis celle de l’Iliade (dont quelques extraits seront publiés avant sa mort dans Hestia et qui sera recueillie par L. Mavilis, et publiée enfin par le romancier Dinos Théotokis en 1919).
Polylas qui a renoncé à se présenter à la députation en 1881, poursuit son combat politique à Corfou, notamment contre son rival Georges Théotokis, mais se préoccupe surtout de littérature, en réunissant autour de lui un cercle de lettrés : G. Markoras, Ch. Manesis, Sc. Chrysomallis, G. Kalosgouros, A. Kephallinos, N. Kojevinas, et L. Mavilis. Il publie en 1889 une traduction de Hamlet, et fait le point sur son option linguistique, la « voie moyenne », déjà prônée par Ad. Koraïs. En 1891, paraît dans Hestia sa première nouvelle en démotique Ena mikro lathos. En 1892, il précise sa pensée en publiant son essai I Philojiki mas glossa, et l’accompagne de deux autres nouvelles I Synchoresis et Ta tria floria, ainsi que de courts textes sur la « traduction poétique et sur la langue ». Mais Athènes n’est pas encore prête pour ce message, tout en reconnaissant Polylas comme le chef de l’Ecole Heptanésienne. Il meurt à Corfou le 25 juillet ou le 5 août 1896.
Polylas n’a eu d’admirateurs qu’en littérature, comme l’affirme F. Palamas, qui reconnut en lui « un phénomène singulier et admirable de la littérature de la Grèce nouvelle ». L’œuvre politique et journalistique ainsi que son œuvre littéraire ne sont pas irréconciliables, mais constituent en réalité une image fort cohérente. Polylas poursuivait en effet des buts littéraires tout autant que sociaux et politiques en se lançant dans ses grands travaux de traduction. Idéaliste, il voulait faire partager sa jouissance d’érudit mais aussi promouvoir la culture comme un instrument de renaissance politique et sociale, sorte d’épopée comparable à la régénération de la Grèce de 1821, dont les récits avaient bercé son enfance.